# سعفة القدم

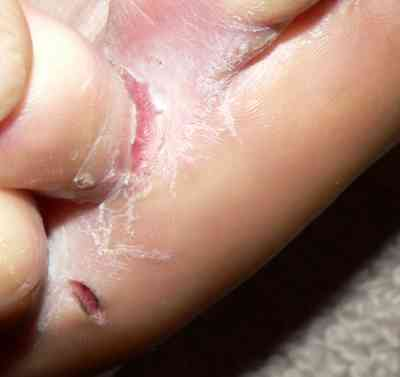
سعفة القدم

سعفة القدم أو قدم الرياضي أو علة قدم الرياضي (بالإنجليزية: Athlete's foot) هو مرض فطري يصيب الجلد، يتعرض الرياضيون أكثر من غيرهم للإصابة به؛ لأن أقدامهم أكثر من غيرهم عرضة لارتفاع درجة حرارتها وزيادة رطوبتها بسبب الأحذية الرياضية والتدريب، وفطريات قدم الرياضي معدية على نحو كبير، وتنتقل إلى الآخرين إذا مشى المصاب حافيَ القدمين على أرض حوض السباحة أو غرف تغيير الملابس، أو تشارك في استعمال المناشف أو أحذية الرياضية. ويمكن أن تنتشر الإصابة أيضاً إلى أجزاء أخرى من الجسم، مثل الأظافر

## الأعراض

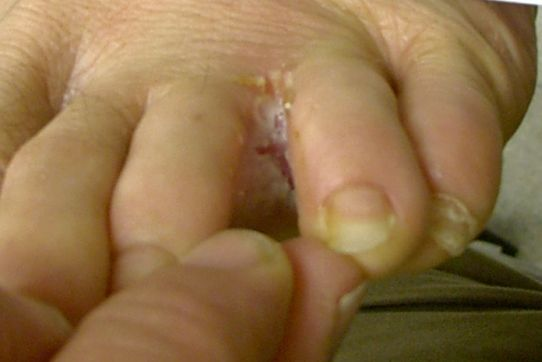
تسلخ الجلد بين الأصابع

يتسبب هذا المرض بإحداث تقشر وتساقط مع حكة للجلد في المنطقة المصابة. كما يمكن أن يتشقق الجلد وتظهر بثرات مما يؤدي إلى ظهور الأنسجة الداخلية مع ألم وانتفاخ والتهابات. وغالباً ما تترافق هذه العدوى الفطرية بعدوى جرثومية ثانوية الأمرالذي يتطلب استخدام المضادات الحيوية.
يمكن أن تنتشر العدوى إلى أماكن أخرى من الجسم مثل منطقة العجان وعندئذ تسمى العدوى بمسميات مختلفة بناءً على مكان العدوى كما هو الحال في القوباء الحلقية. غالباً ما يكون مكان هذه الإصابة بين أصابع القدم وخصوصاً بين الإصبعين الرابع والخامس.

## التشخيص
يجري التشخيص الصيدلي أو الطبيب العام أو حتى أخصائيي الجلد وإصابات الأقدام. تشخص هذه العدوى غالباً بالعين المجردة وفي حالات الشك يُلجأ إلى المجهر الضوئي بعد معالجة العينات بهدروكسيد البوتاسيوم KOH وتدعى هذه المعالجة ب اختبار هيدروكسيد البوتاسيوم. يساعد التشخيص باستخدام المجهر الضوئي على استبعاد حالات الإكزيمة والصداف والتي تشابه بأعراضها عدوى قدم الرياضيين. يعتبر اختبار هيدروكسيد البوتاسيوم ذو قيمة عالية في تشخيص مثل هذه الحالات ولكن لسوء الحظ ممكن أن يعطي نتائج خاطئة وخاصة عند البدء باستخدام مضادات الفطور قبل التشخيص. في مثل هذه الحالات يُلجأ إلى التشخيص النسيجي بالاعتماد على خزعات من الجلد المصاب.

## انتقال العدوى

### من شخص لآخر
تتسبب هذه الإصابة بفطريات طفيلية وهو مرض مرض قابل للانتقال. ينتقل هذه العدوى نموذجيًا في البيئات الرطبة وعند المشي حافيًا مثل الحمامات وخزائن تبديل الملابس ومواضئ المساجد. كما يمكن أن ينتقل المرض عند الاستخدام المشترك للأحذية والشباشب وبنسبة أقل عند الاستخدام المشترك للفوط. وحذار من انتقال السعفة من القدم إلى أماكن أخرى من الجسم، مثل الأعضاء التناسلية. فيجب علاجها بالمراهم والاهتمام بنظافة اليدين بعد الاستعمال.

### إلى أماكن أخرى من الجسم
يمكن أن تنتشر هذه الفطريات الطفيلية التي تسبب قدم الرياضي إلى مناطق أخرى من الجسم وخاصة أظافر أصابع القدم وتسبب التهاب الظفر الفطري أو سعفة ساقية.

## الوقاية
تساعد الإجراءات الوقائية ليس فقط في تجنب الإصابة عند الإنسان السليم بل أيضاً في شفاء المرضى من خلال عدم التعرض المتكرر للعامل المسبب.
مع علمنا المسبق بأن هذه الفطريات تعيش في المناطق الرطبة مثل الحمامات وغرف تبديل الملابس ومواضئ المساجد حيث يتبادل المصلون الأحذية المبللة عند الوضوء. فيجب الحفاظ على الأرجل جافة ونظيفة قدر الإمكان والوضوء بالمنزل. بالإضافة لذلك فإن العناية الصحية العامة تلعب دوراً هاماً في الوقاية كأن لا تستخدم الفوط والأحذية مشتركة فذلك يقلل فرص التعرض للعوامل المؤدية لمثل هذه الحالات.

## العلاج
لقد أظهرت الدراسات بأن نحو 30-40% من الحالات تشفى بمجرد أخذ إجراءات الصحة العامة. تعالج بمركبات الآزول حيث يحقق الأخير نسبة شفاء أعلى.
تباع مراهم في الصيدليات صنعت خصيصا لمعالجة تلك الفطريات، كما يمكن السؤال في الصيدلية عن الاستخدام الأمثل لتلك المراهم إذ يوجد منها أنواع عديدة.

## اقرأ أيضا
- قوباء حلقية